# (6559) Nomura
(6559) Nomura (1991 JP) – planetoida z pasa głównego asteroid okrążająca Słońce w ciągu 3,6 lat w średniej odległości 2,35 j.a. Odkryta 3 maja 1991 roku.